# Kovallsläktet
Kovallsläktet (Melampyrum) är ett släkte i familj snyltrotsväxter med cirka 20 arter. De förekommer i den norra tempererade regionen.